# Великая перезагрузка

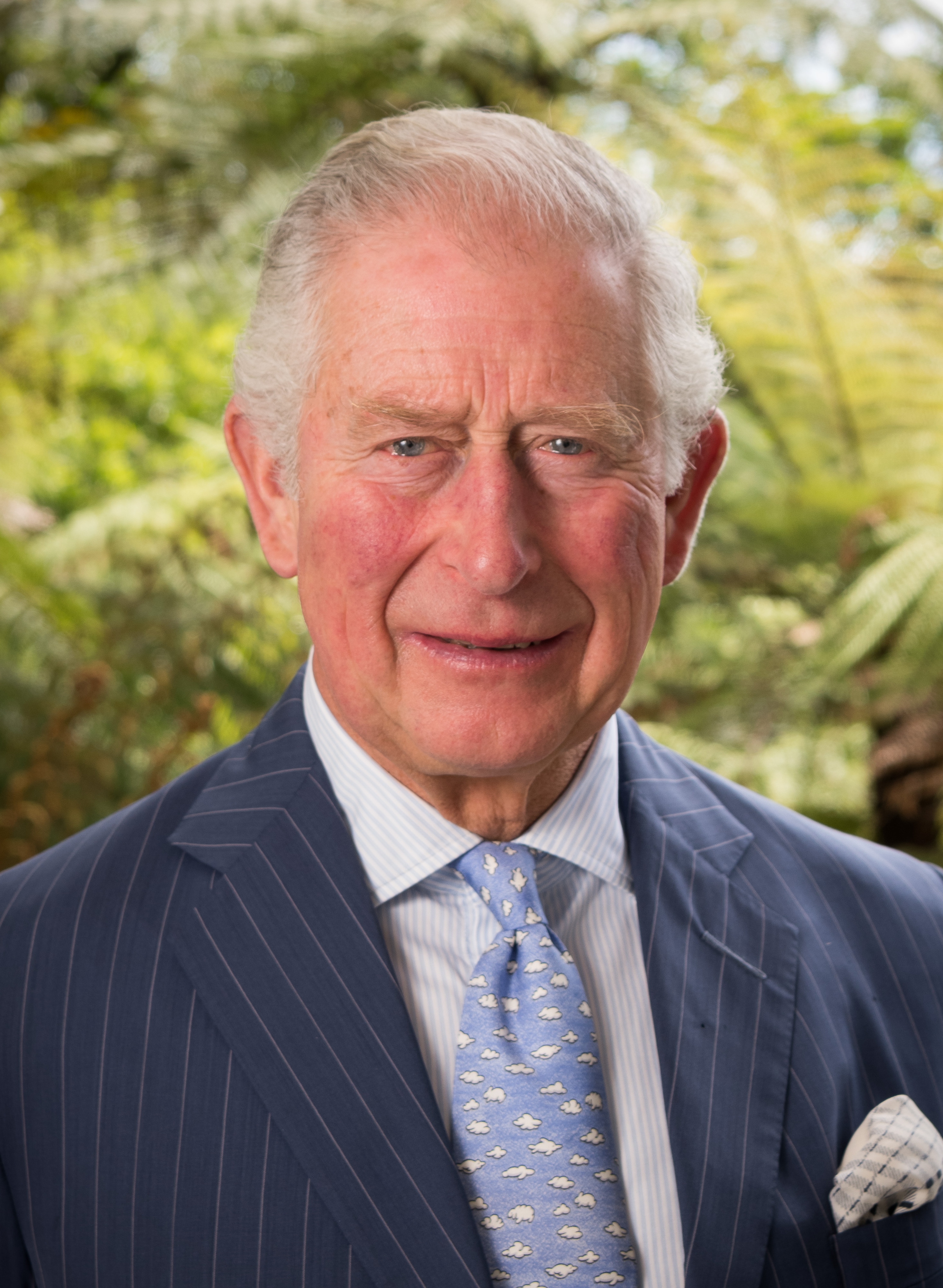

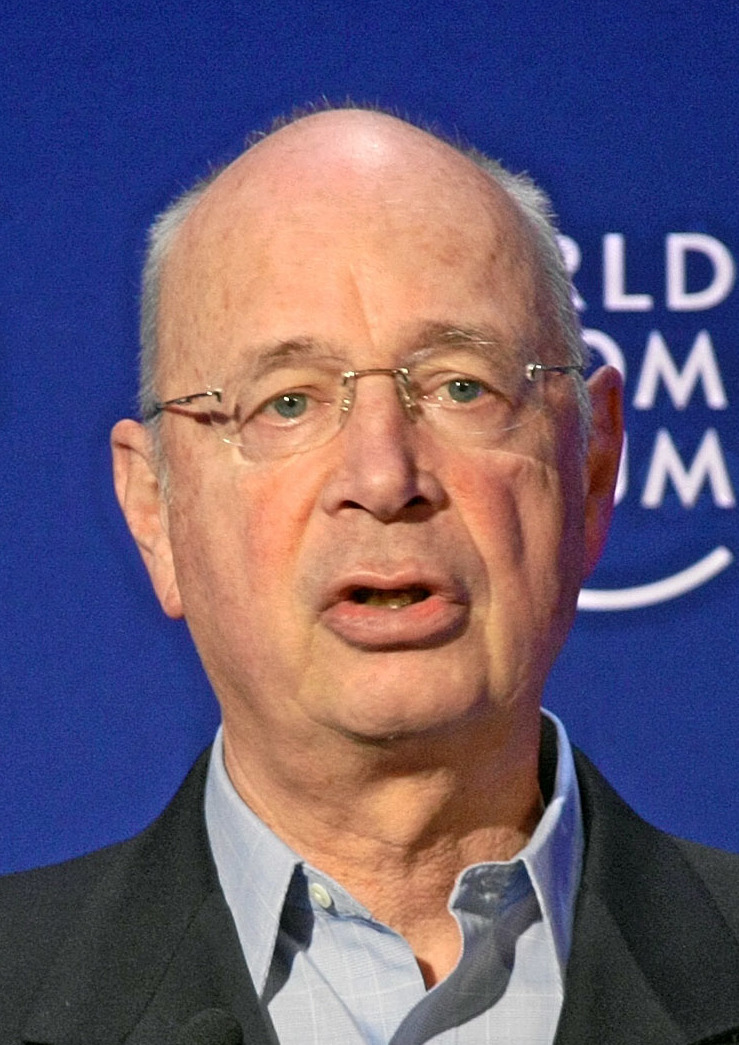

«Вели́кая перезагру́зка» (англ. The Great Reset) — предложение Всемирного экономического форума (ВЭФ) по устойчивому восстановлению экономики после пандемии COVID-19, представленное в мае 2020 года Чарльзом, принцем Уэльским, и директором ВЭФ Клаусом Швабом. Предложение направлено на улучшение капитализма, ориентацию инвестиций на взаимный прогресс, большее внимание экологическим инициативам. Предложение вызвало неоднозначный отклик, петиция в Канаде против «Великой перезагрузки» собрала 80 000 подписей менее чем за 72 часа. Распространена теория заговора, утверждающая, что «Великая перезагрузка» будет использована для установления предполагаемого Нового мирового порядка.

## Предложение
По данным Всемирного экономического форума (ВЭФ), пандемия COVID-19 дает возможность в процессе экономического восстановления сформировать будущие приоритеты в экономике и глобальных отношениях. Чарльз, принц Уэльский, представивший план, заявил, что это произойдет, только если люди захотят этого.
По словам принца Чарльза, восстановление экономики должно направить мир на путь устойчивости, а система должна быть изменена, чтобы помочь этому. Цены за выбросы углерода были упомянуты как способ достижения устойчивости. Он также подчеркнул, что необходимо активизировать инновации, науку и технологии, чтобы добиться значительных прорывов, которые помогут сделать идеи устойчивости более прибыльными. Согласно ВЭФ, мир должен адаптироваться к нынешним реалиям и направить рынок к более справедливым результатам, обеспечить ориентацию инвестиций на взаимный прогресс, включая ускорение экологически безопасных инвестиций, и начать четвертую промышленную революцию, создав цифровую экономическую и общественную инфраструктуру.
Принц Чарльз подчеркнул, что частный сектор будет главной движущей силой этого плана. По словам Клауса Шваба, предстоит не кардинальное изменение экономической системы, а скорее улучшение её до уровня, который он называет «ответственным капитализмом». Была опубликована книга, написанная Швабом и экономистом Тьерри Маллерет с подробным описанием этого плана. Обсуждение этого плана будет основной темой саммита ВЭФ 2021 года.

## Отклик
Политические лидеры, такие как премьер-министр Канады Джастин Трюдо и президент США Джо Байден, а также премьер-министр Великобритании Борис Джонсон, поддержали идею. Трюдо в сентябре 2020 года произнёс широко распространившуюся по СМИ речь, выдержанную в духе «Великой перезагрузки».
После распространения речи Трюдо канадский депутат от консерваторов Пьер Пуальевр подал петицию с требованием «остановить Великую перезагрузку»; петиция собрала 80 000 подписей менее чем за 72 часа. Он говорит о попытке Трюдо навязать Канаде «социалистическую идеологию». Его риторика подверглась критике со стороны множества комментаторов и редакций. Редакция Toronto Star раскритиковала петицию, заявив, что она выдвигает безосновательную теорию заговора. Энгус Бриджман, доктор философии из университета Макгилла, заявил, что время подачи петиции Пуилевра вряд ли было случайным. Ахмед Аль-Рави, профессор Университета Саймона Фрейзера, заявил, что эта реакция была неправильным толкованием атак Пуаливра на правительство. Примерно в то же время лидер консерваторов Эрин О’Тул раскритиковал идею перезагрузки, заявив, что Трюдо использовал пандемию для проведения масштабного и рискованного эксперимента.
Наоми Кляйн, писавшая для The Intercept, также раскритиковала идею, заявив, что это был просто «коронавирусный ребрендинг» того, что уже делал ВЭФ, и что это попытка богатых выглядеть хорошо. Кляйн писала, что с 2003 года Шваб предлагал на каждой встрече в Давосе определённую тему. «Великая перезагрузка — это всего лишь последнее издание этой традиции, едва отличимой от более ранних Давосских Больших идей».

## Теория заговора
Идея «Великой перезагрузки» породила теорию заговора, которая утверждает, что «глобальные финансовые элиты» и мировые лидеры спланировали пандемию, намеренно выпустив коронавирус, чтобы создать условия, которые позволят реструктурировать правительства мира. Утверждается, что главные цели «Великой перезагрузки» — глобальный политический и экономический контроль путем установления марксистского тоталитарного режима и, как следствие, Нового мирового порядка. Такой режим отменит права собственности, направит военных в города, введет обязательную вакцинацию и создаст изоляторы для людей, которые сопротивляются. Примеры, заявленные сторонниками как свидетельство заговора, включают статью ВЭФ 2016 года, описывающую, какой может быть жизнь в 2030 году, лозунг кампании Джо Байдена «Строить лучше» и выступление премьер-министра Канады Джастина Трюдо в сентябре 2020 года. Согласно The Daily Dot, это просто дискурс, показывающий, как создать более справедливый и устойчивый мир. По некоторым вариантам теории, президент США Дональд Трамп был единственным мировым лидером, который выступил против этой схемы в видео от августа 2020 года, которое было просмотрено более трех миллионов раз.
После распространения ставшей вирусной речи Трюдо в сентябре 2020 года, в которой он говорит о целях Повестки дня на период до 2030 года, теория заговора распространилась через ультраправых интернет-деятелей и группы, некоторые из которых также поддерживали теорию заговора QAnon, и консервативных политических комментаторов, включая канадцев Максима Бернье и Эзру Леванта. «Элиты хотят, чтобы изоляция Covid-19 ознаменовала собой „великую перезагрузку“, и это должно вас напугать», — сказал Такер Карлсон в передаче Fox News 17 ноября. В том же месяце Кэндис Оуэнс увидела в Великой перезагрузке попытку «осуществить коммунистическую политику», в то время как эксперт Fox Лаура Ингрэм заявила, что это была уловка с целью «принудить к радикальным социальным и экономическим изменениям на континентах». Гленн Бек утверждает, что это попытка ввести ограничения, вдохновленные нацистами. В октябре распространилась цепная рассылка электронной почты, в которой утверждалось, что она была отправлена членом несуществующего комитета в Либеральной партии Канады, и её перехватили группы, связанные с QAnon.
BBC News заявила, что теории заговора не хватает достаточных и надежных доказательств. Среди недостатков теории заговора — отсутствие у ВЭФ полномочий указывать странам, что им делать. Би-би-си заявляет, что без доказательств остаются утверждения сторонников о том, что политики планировали пандемию COVID-19, что они сформировали тайную клику или что они используют пандемию COVID-19 для разрушения глобальной рыночной экономики.